# Natalia Vijliántseva
Natalia Vijliántseva (en ruso: Наталья Вихлянцева; Volgogrado, 16 de febrero de 1997) es una exjugadora de tenis rusa.
Su mejor clasificación en la WTA fue la número 54 del mundo, que llegó el 23 de octubre de 2017. En dobles alcanzó número 216 del mundo, que llegó el 22 de julio de 2019. Hasta la fecha, ha ganado dos en individual y un título de dobles en el ITF tour.
Vijliántseva hizo su debut en el cuadro principal de la WTA en el Shenzhen Open de 2015  donde recibió un wildcard. En su primer partido en la gira de la WTA, derrotó a Anna-Lena Friedsam en tres sets. Jugó en segunda ronda contra Simona Halep y perdió 2-6, 2-6.

## Títulos WTA (0; 0+0)

### Individual (0)
| Leyenda               |
| --------------------- |
| Grand Slam (0)        |
| Juegos Olímpicos (0)  |
| WTA Championships (0) |
| Premier Mandatory (0) |
| Premier 5 (0)         |
| Premier (0)           |
| International (0)     |

#### Finalista (1)
| N.º | Fecha               | Torneo           | Superficie | Oponente en la final | Resultado |
| 1.  | 18 de junio de 2017 | 's-Hertogenbosch | Hierba     | Anett Kontaveit      | 2-6, 3-6  |

## Títulos WTA125s

### Dobles (1)
| N.º | Fecha               | Torneos | Superficie    | Pareja     | Oponentes                    | Resultado           |
| --- | ------------------- | ------- | ------------- | ---------- | ---------------------------- | ------------------- |
| 1.  | 13 de julio de 2018 | Båstad  | Tierra batida | Misaki Doi | Alexa Guarachi Danka Kovinić | 7-5, 6-7(4), [10-7] |

## Títulos ITF

### Individual (2)
| Torneos de $100 000 |
| Torneos de $75 000  |
| Torneos de $50 000  |
| Torneos de $25 000  |
| Torneos de $15 000  |
| Torneos de $10 000  |

| N.º | Fecha                    | Torneo                  | Superficie    | Oponentes       | Resultado |
| --- | ------------------------ | ----------------------- | ------------- | --------------- | --------- |
| 1.  | 7 de agosto de 2016      | Pilsen, República Checa | Tierra batida | Anna Kalinskaya | 6-1, 6-3  |
| 2.  | 24 de septiembre de 2016 | San Petersburgo, Rusia  | Dura (i)      | Donna Vekić     | 6-1, 6-2  |

#### Finalista (2)
| N.º | Fecha                | Torneo                             | Superficie    | Oponentes      | Resultado |
| --- | -------------------- | ---------------------------------- | ------------- | -------------- | --------- |
| 1.  | 5 de octubre de 2014 | Hilton Head Island, Estados Unidos | Tierra batida | Marie Bouzková | 5-7, 1-6  |
| 2.  | 22 de agosto de 2015 | San Petersburgo, Rusia             | Tierra batida | Polina Leykina | 4-6, 3-6  |

### Dobles (1)
| Torneos de $100 000 |
| Torneos de $75 000  |
| Torneos de $50 000  |
| Torneos de $25 000  |
| Torneos de $15 000  |
| Torneos de $10 000  |

| N.º | Fecha               | Torneos                       | Superficie    | Pareja      | Oponentes                              | Resultado           |
| --- | ------------------- | ----------------------------- | ------------- | ----------- | -------------------------------------- | ------------------- |
| 1.  | 23 de enero de 2016 | Wesley Chapel, Estados Unidos | Tierra batida | Ingrid Neel | Natela Dzalamidze Veronika Kudermétova | 4-6, 7-6(4), [10-6] |

#### Finalista (1)
| N.º | Fecha                    | Torneos             | Superficie    | Pareja          | Oponentes                            | Resultado           |
| --- | ------------------------ | ------------------- | ------------- | --------------- | ------------------------------------ | ------------------- |
| 1.  | 20 de septiembre de 2015 | Saint-Malo, Francia | Tierra batida | Maria Marfutina | Kristína Kučová Anastasija Sevastova | 7-6(1), 3-6, [5-10] |